# Ebersbach (Döbeln)
Ebersbach ist ein Ortsteil der Stadt Döbeln im Landkreis Mittelsachsen, Freistaat Sachsen. Ebersbach war bis zur Eingemeindung nach Döbeln am 1. Juli 2011 eine eigenständige Gemeinde und zur Verwaltungsgemeinschaft Döbeln gehörig. Als noch eigenständige Gemeinde hatte Ebersbach am 31. Dezember 2010 1.055 Einwohner.

## Geographie
Ebersbach liegt südlich der Kernstadt Döbeln im  Mittelsächsischen Hügelland, zwischen der Freiberger Mulde und der B169.
Die Nachbarkommunen waren im Süden und Osten Niederstriegis, im Westen Ziegra-Knobelsdorf und im Norden Döbeln. Ehemalige Ortsteile der Gemeinde waren Ebersbach, Neugreußnig, Mannsdorf und Neudorf.

## Geschichte
Es gibt eine Urkunde aus dem Jahr 1198, in der der Herrensitz eines Petrus de Eversbach genannt wird. Diese Urkunde könnte sich auf unser Dorf aber auch auf ein Ebersbach bei Großenhain beziehen. Der erste sichere urkundliche Nachweis für Ebersbach bei Döbeln ist aus dem Jahr 1309. In dieser Urkunde wird ein Heinricus de Eberspach genannt. Unsicher ist auch die Deutung des Namens. Er könnte auf Siedlung eines Eberhard zurückgehen, nicht ausschließen kann man aber die Bezeichnung Eber für ein männliches Schwein als Grundlage des Namens.
Am 1. Juli 2011 wurde Ebersbach nach Döbeln eingemeindet.

## Wirtschaft und Infrastruktur

### Industrieansiedlungen
- Gewerbegebiet Ebersbach „An der B 169“
- Busbetriebshof der REGIOBUS Mittelsachsen (ehemals Verkehrsgesellschaft Döbeln mbH)
- Kelterei „Sachsenobst“ Neugreußnig (ehemals Kelterei Hirschberger)

### Kommunale und kulturelle Einrichtungen
- Kindertagesstätte „Zwergenstuebchen“ in Ebersbach
- Schulmuseum im Gemeindehaus in Ebersbach

### Verkehr
Durch Ebersbach führt die B 169. Die ehemalige Gemeinde ist auch über die A 14 Anschlüsse Döbeln-Nord und Döbeln-Ost (beide etwa 10 km entfernt) und die A 4 Anschluss Hainichen (etwa 20 km) zu erreichen.

## Söhne und Töchter des Ortes
- Joachim Wilhelm Marschall von Bieberstein (1627–1691), sachsen-merseburgischer Rat, Hofmeister und Obersteuereinnehmer
- Carl Bergmann (1821–1876), deutsch-amerikanischer Cellist und Dirigent